# Tillandsia adpressiflora
Tillandsia adpressiflora är en gräsväxtart som beskrevs av Carl Christian Mez. Tillandsia adpressiflora ingår i släktet Tillandsia och familjen Bromeliaceae. Inga underarter finns listade i Catalogue of Life.